# Агенция за сигурност
Агенцията за сигурност е организация за вътрешна сигурност на държава или друга структура. Има за задача да обезпечи нормалното протичане на управлението и дейността чрез извършване на разузнаване.